# Крал на белгийците
Това е списък на кралете на белгийците.
Кралство Белгия е създадено през 1830, когато страната се отделя от Нидерландия.
- Династия Ветин
  - Леополд I (1831 – 1865)
  - Леополд II (1865 – 1909)
  - Албер I (1909 – 1934)
  - Леополд III (1934 – 1951)
  - Бодуен (1951 – 1993)
  - Албер II (1993 – 2013)
  - Филип[1] (2013 – настоящ)